# Gijs Jacobs van den Hof

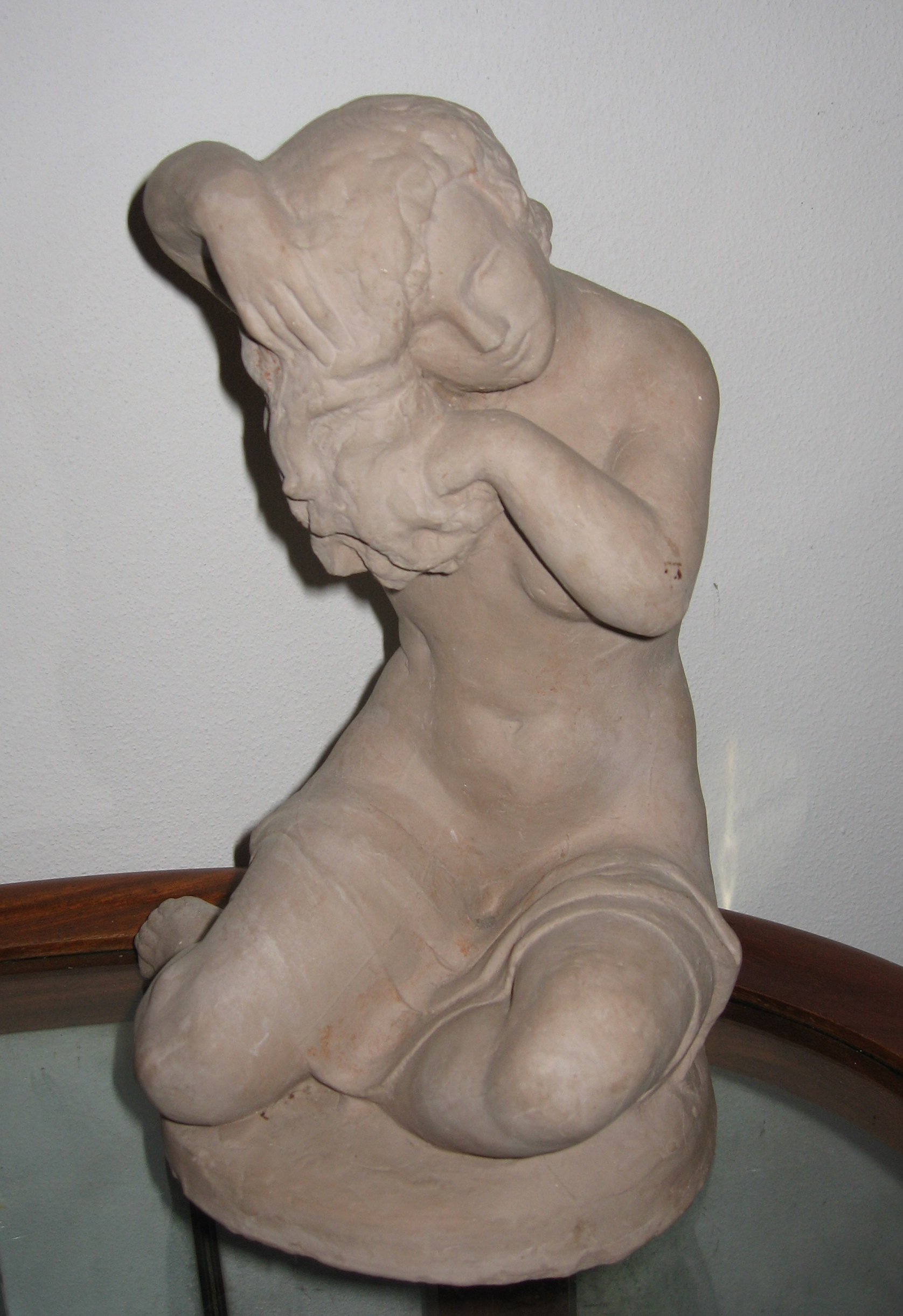
Kammende vrouw, 1942, terracotta, h30

Gijsbert Jan (Gijs) Jacobs van den Hof (Arnhem, 24 maart 1889 - aldaar, 4 april 1965) was een Nederlands beeldhouwer en medailleur.

## Leven en werk
Gijs Jacobs van den Hof werd op 24 maart 1889 in Arnhem geboren als enig kind van bakker Hendrik Jacobs van den Hof en Clara Adriana Reumerman. Hij volgde aan de ambachtsschool een opleiding tot meubelmaker. Vanaf 1906 leerde hij het beeldhouwen in de praktijk op een aantal ateliers in Amsterdam, waaronder dat van Rien Hack en de firma Tetterode. Hij volgde in die periode de winteravondcursussen tekenen van Klaas van Leeuwen. In 1908 huurde hij een eigen atelier aan de Tweede Jan Steenstraat, waar John Rädecker ook kwam wonen en zij Leo Gestel als buurman hadden. In 1909 deed hij toelatingsexamen voor de Rijksakademie van beeldende kunsten. Hij werd toegelaten, maar de academie bleek hem niet te liggen. Tijdens de Eerste Wereldoorlog kocht Henk Bremmer twee van zijn beelden voor Helene Kröller-Müller. Tot 1921 woonde en werkte Jacobs voornamelijk in Amsterdam, met onderbrekingen waarin hij onder andere in Antwerpen en Parijs verbleef en als reizend gezel door Duitsland trok. Hij was bevriend met collega-beeldhouwers John Rädecker, Mari Andriessen en Hildo Krop. Jacobs van den Hof was in 1918 een van de oprichters van de Nederlandse Kring van Beeldhouwers. Hij was een tijd lang voorzitter en werd in 1959 benoemd tot erelid.
In 1921 vestigde hij zich weer in Arnhem, waar hij tot zijn pensionering docent was aan de kunstacademie van het Genootschap Kunstoefening (1921-1954). Hier leidde hij beeldhouwers op en gaf les in keramiek en bronsgieten. Tot zijn leerlingen behoorden Leo Braat, Frans Coppelmans, Albert Diekerhof, John Grosman, Fri Heil, Joop Hekman, Nel Klaassen, Pieter Starreveld, Ed van Teeseling en Jan J.F. Teulings.
Jacobs van den Hof was een ambachtelijke kunstenaar met liefde voor het materiaal. Als meubelmaker had hij geleerd met verschillende materialen te werken en als beeldhouwer bekwaamde hij zich verder in diverse technieken. Zo hieuw hij uit steensoorten als marmer, travertin en albast, maakte hij houtsnijwerken, creëerde hij verfijnde kleinplastieken van chamotte en gebruikte hij verschillende bronsgiettechnieken. Hij liet aanvankelijk zijn beelden bij Brom gieten, maar bekwaamde zich in de cire-perdue- of verlorenwasmethode, waarvan hij een voorloper in Nederland werd. Zijn vrije werk betrof vooral naakten en portretten. Daarnaast werkte hij in opdracht aan portretten, monumentaal werk (aan gebouwen, bruggen en vrijstaand) en penningen. Zijn stijl was classicistisch. In een periode waarin het classicisme minder gangbaar werd heeft hij wel met verschillende stijlen geëxperimenteerd, maar hij bleef authentiek en herkenbaar.
Op tientallen tentoonstellingen, ook in het buitenland, is zijn werk te zien geweest. Zijn werk is opgenomen in de collecties van diverse musea, waaronder het Museum Arnhem, het Centraal Museum in Utrecht, het Kröller-Müller Museum in Otterlo, Beelden aan Zee in Scheveningen en het Singer Museum in Laren. Het Drents Museum (Assen) heeft in 2010 een representatieve selectie van elf sculpturen en een aantal persoonlijke bezittingen verworven. In 1989, 100 jaar na zijn geboorte, werd in Overveen het Museum Jacobs van den Hof ingericht om een groot deel van zijn werken te tonen. Tien jaar later verhuisde het museum naar Amersfoort. Eind 2009 moest het museum zijn deuren sluiten. De Stichting Museum Jacobs van den Hof zet zich in om het werk van de beeldhouwer toegankelijk te houden voor publiek.
Jacobs van den Hof werd in 1954 benoemd tot ridder in de Orde van Oranje-Nassau. Hij overleed te Arnhem op 4 april 1965, 76 jaar oud, en is begraven op begraafplaats Moscowa.

## Enkele werken
- masker (1922), hoek-gevelornament, Marterstraat 45, Nijmegen
- vier reliëfs (ca. 1922), voormalige Rietschool, Violierstraat 81, Almelo
- Tellegenbank (1928), Park Sonsbeek, Arnhem
- Vestaalse maagden (1930), Vestagebouw, Jansbuitensingel, Arnhem
- De Nederlandse leeuw (1934) Park 1813, Lemelerberg, Ommen
- Zuider-, Noorder-, Ooster-, Westerling (1938), Oostersluisweg, Groningen
- Zuil (1946), Airborneplein, Arnhem
- Geslagen maar niet verslagen (1951), herdenkingsmonument, Dedemsvaart
- Mens tegen macht (1953), Audrey Hepburnplein (bij Sint-Eusebiuskerk), Arnhem
- De Gele Rijder (1963), Gele Rijders Plein, Arnhem

## Afbeeldingen

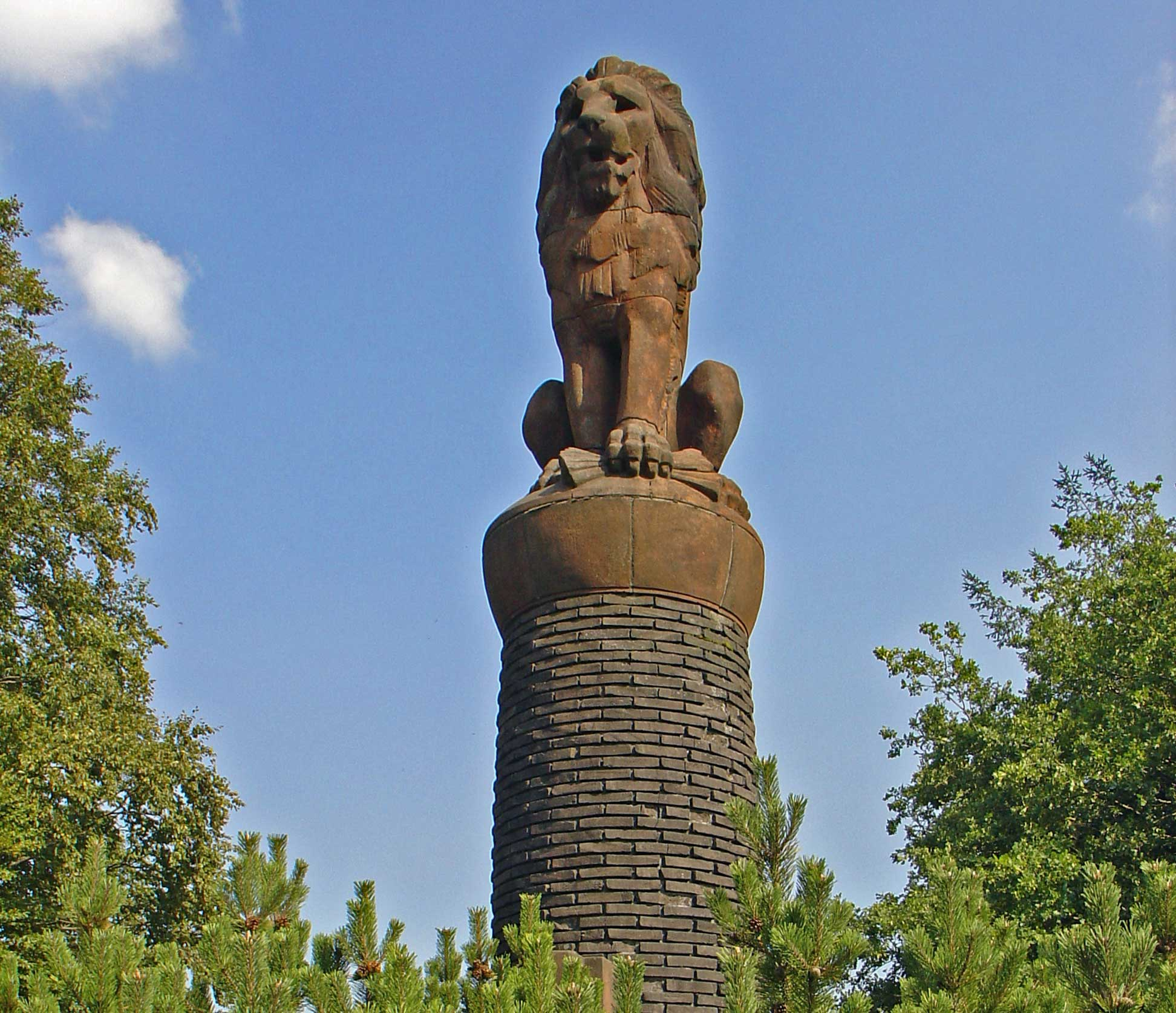
De Nederlandse Leeuw (1934)
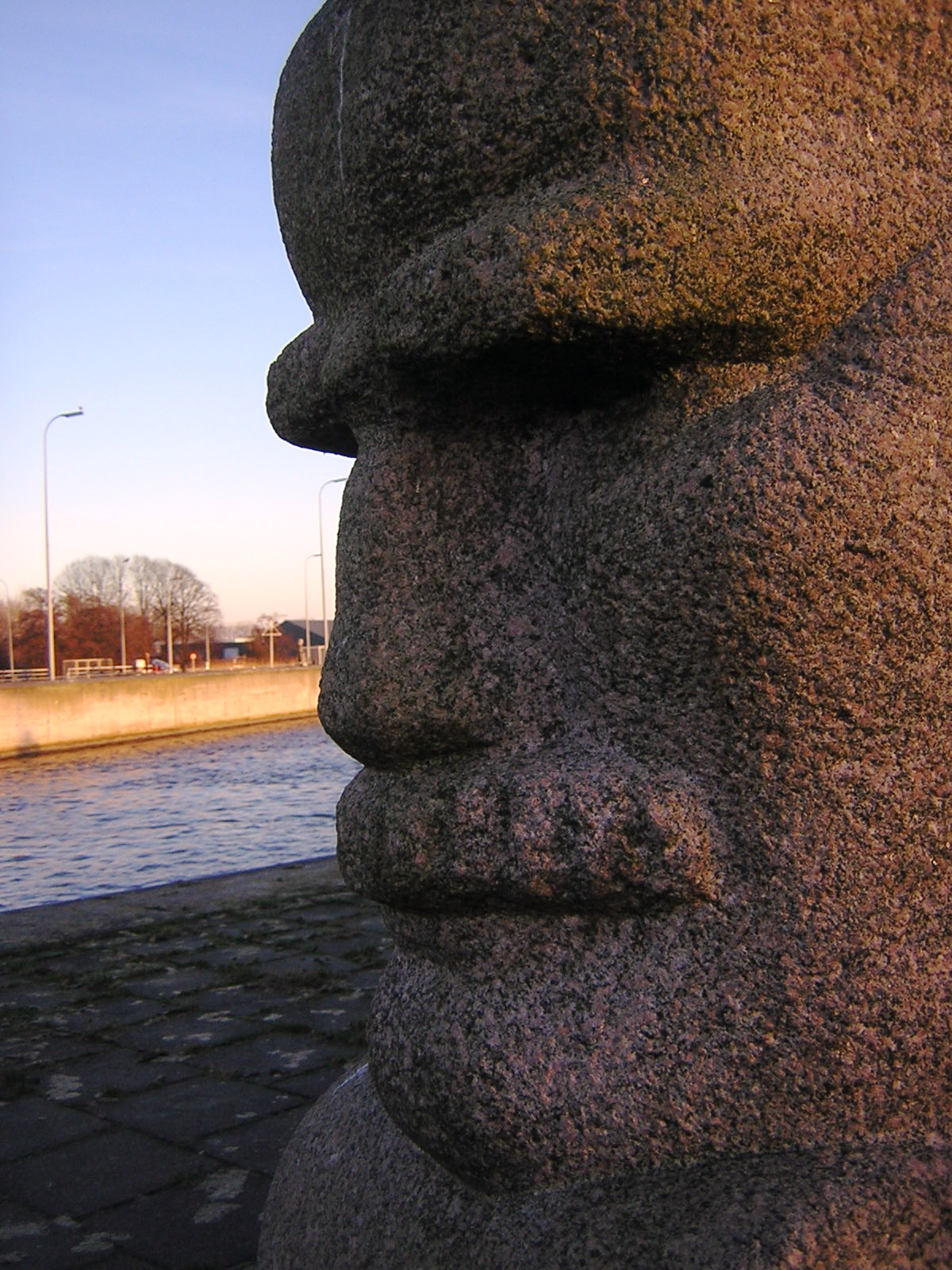
Noorderling (1938)
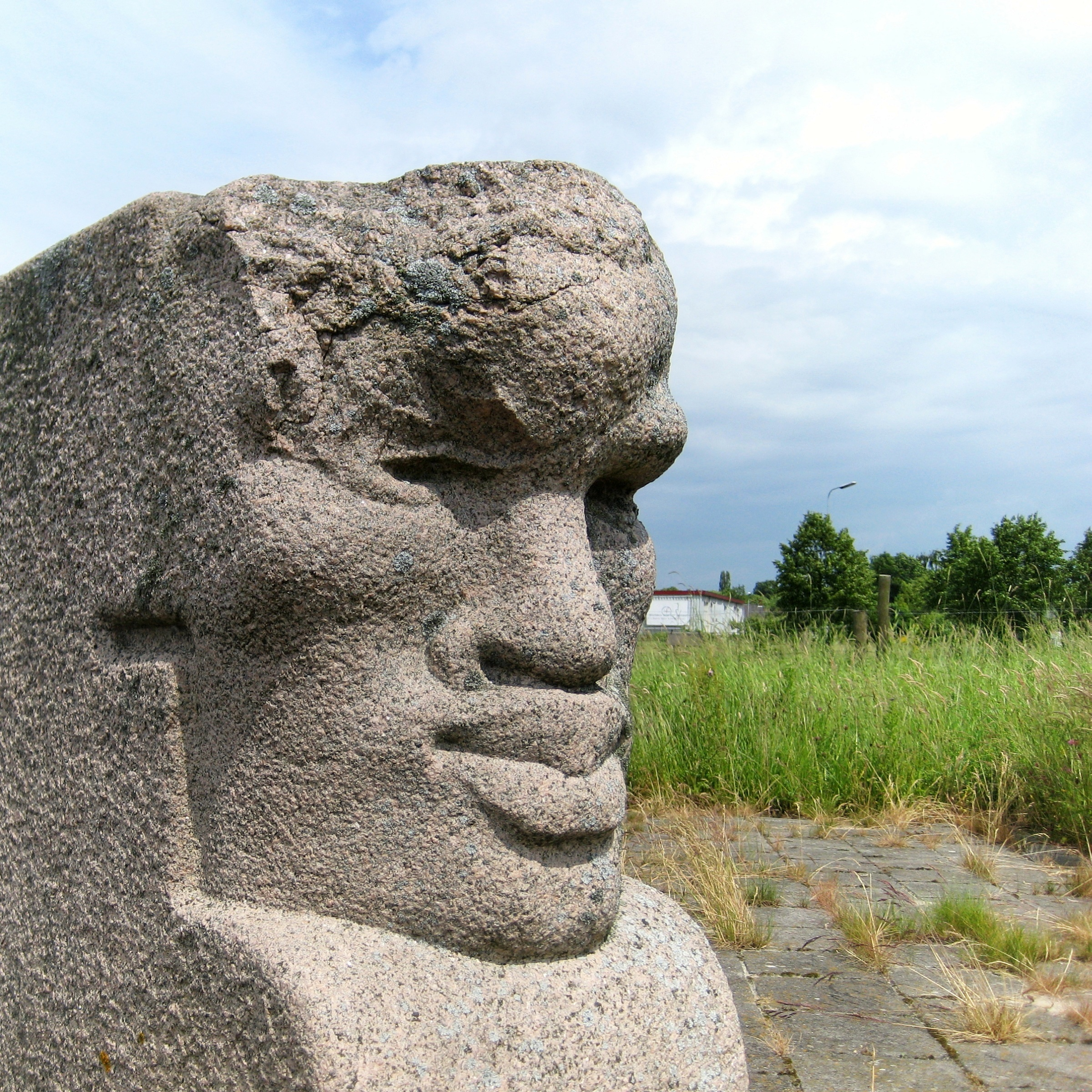
Zuiderling (1938)
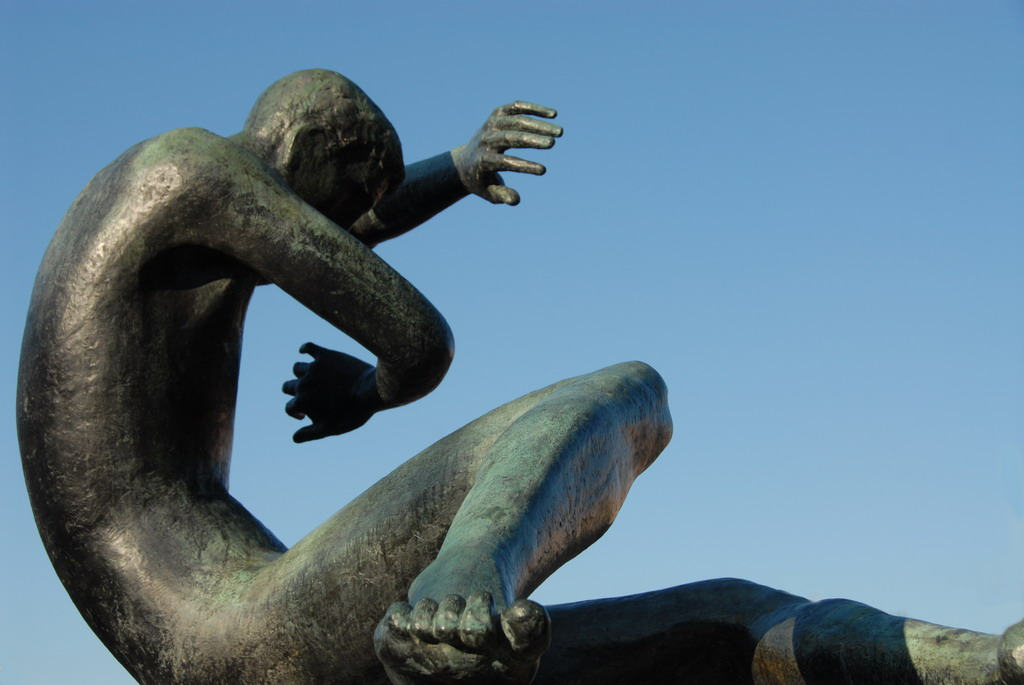
Mens tegen Macht (1953)